# Встречи и расставания
«Встречи и расставания» — советский фильм 1973 года снятый на киностудии «Узбекфильм» режиссёром Эльёром Ишмухамедовым.

## Сюжет
Молодой узбек Рустам, пилот вертолёта, направлен в длительную командировку в Западную Германию, где участвует в строительстве высоковольтной линии в Альпах. Он знакомится с узбекскими эмигрантами. Встречи с ними и близкое общение позволяют ему понять, что за внешним благополучием новых друзей на самом деле катастрофичность судеб каждого оторванного от своих корней. Через эти мимолётные встречи и расставания с узбеками-эмигрантами Рустам открывает для себя необходимость и значимость Родины, где его давно ждут родные и близкие.

Сюжет картины пересказать трудно — впрочем, так же, пожалуй, было со всеми картинами Ишмухамедова.
Мироощущение героя, в котором сталкиваются образ Родины и эта чужая, вдруг представшая ему жизнь, и составляют содержание фильма… Супермаркеты и бензоколонки, её дансинги и бары. Все это будет красиво и разноцветно, но словно отлакированное, неживое.
Режиссёра увлекла мысль сопоставить несопоставимое — чинный, респектабельный ресторан где-то в немецком городе и шумную встречу героя в родном кишлаке. Сутолоку и толчею европейской улицы, где так скоротечны и встречи и расставания, и мудрую тишину скромного узбекского дома, где до сих пор хранят память по погибшему во время войны — так здесь думают — сыну и мужу. Им и невдомек, что он живёт и здравствует за тысячи километров от них, завел другую жену и другую семью, чистит и моет машины на бензоколонке «ЭССО».

Это прежде всего история супругов, эмигрантов-узбеков, которые покинули Родину более полувека назад. В этих ролях блистательно выступили два выдающихся актёра — Бакен Кыдыкеева и Шукур Бурханов. Благодаря им эта история становится как бы фильмом в фильме, приобретая собственное, суверенное значение.— Валентина Иванова, журнал «Советский экран», № 15, 1974 год

## В ролях
- Талгат Нигматулин — Рустам, вертолётчик, который работает по контракту за границей
- Шукур Бурханов — Юнус-Али, старик-эмигрант, покинувший Родину более полувека назад
- Бакен Кыдыкеева — Хадича-Хон, супруга Юнус-Али
- Хамза Умаров — Хафиз
- Саиб Ходжаев — дед Рустама
- Лютфи Сарымсакова — мать Хафиза
- Сайрам Исаева — жена Хафиза
- Наби Рахимов — отец Рустама
- Неля Атауллаева — мать Рустама
- Николай Гринько — Пахомов
- Сергей Плотников — Рябинин
- Джавлон Хамраев — Абдурахман
- Мелис Абзалов — Юнусали
- Шухрат Иргашев — эпизод
- Машраб Юнусов — эпизод
- Гюзель Апанаева — эпизод
- Гани Агзамов — эпизод
- Бехзод Хамраев — эпизод
- Алим Ходжаев — эпизод

## Фестивали и награды
- 1974 — Всесоюзный кинофестиваль — Премия за операторскую работу.